# Visočica (masyw)
Visočica - masyw górski  w Górach Dynarskich. Leży w Bośni i Hercegowinie. Jego najwyższy szczyt Džamija osiąga wysokość 1965 m.